# Diodot Tripon
Diodot Trifon grč. Διόδοτος Τρύφων), seleukidski vojskovođa, a potom i vladar od 140. do 138. pr. Kr.
Na vlast je došao 140. pr. Kr. koristeći kaos izazvan nepopularnošću mladog vladara Demetrija II. Nikatora, predstavljajući se pritom kao zaštitnik Antioha VI. Dioniza, malodobnog sina ranije svrgnutog kralja-uzurpatora Aleksandra I. Balasa. Nastojeći osigurati dodatnu podršku među podanicima kraljevstva, nastojao je steći podršku judejskih Hasmonejaca, ali je na prijevaru ubio njihovog vođu Jonatana Makabejca. Godine 138. pr. Kr. službeno je svrgnuo svog štićenika i proglasio se kraljem, a 138. pr. Kr. dao je ubiti Antioha Dioniza, predstavivši njegovu smrt kao posljedicu kirurške operacije. Iste godine ga je porazio i svrgnuo Antioh VII. Sidet (brat Demetrija II.), nakon čega je Diodot počinio samoubojstvo.

## Poveznice
- Seleukidi

| Prethodnik: | Seleukidski kralj (140. – 138. pr. Kr.) | Nasljednik: |
| Antioh VI.  | Seleukidski kralj (140. – 138. pr. Kr.) | Antioh VII. |